# Libysche Basketballnationalmannschaft
Die libysche Basketballnationalmannschaft der Herren vertritt Libyen bei Basketball-Länderspielen. Innerhalb Nordafrikas rangiert die Auswahl hinter Nationen wie Ägypten und Tunesien und konnte sich nur viermal für eine Endrunde der Basketball-Afrikameisterschaft qualifizieren. 
Zuletzt war man 2009 bei einer kontinentalen Endrunde vertreten, als man als Gastgeber den elften Platz belegte. Für eine Teilnahme an globalen Endrunden reichte es bislang nicht.
Der größte Mensch Libyens und ehemals größte lebende Mensch Suleiman Ali Nashnush (1943–1991) war auch als Basketball-Nationalspieler aktiv und gilt mit über 2,40 m Körpergröße als der größte jemals aktive Basketballspieler.

## NaturalisierteSpieler
- Randy Holcomb a.k.a. Raed Farid Elhamali (* 1979)
- Hiram Fuller a.k.a. Hesham Ali Salem (* 1981)

## Abschneiden bei internationalen Wettbewerben
| - noch nie qualifiziert |  | - noch nie qualifiziert |

### Afrikameisterschaften
| - 1962 – nicht teilgenommen - 1964 – nicht teilgenommen - 1965 – 5. Platz - 1968 – nicht teilgenommen - 1970 – 5. Platz - 1972 – nicht qualifiziert | - 1974 – nicht qualifiziert - 1975 – nicht qualifiziert - 1978 – 10. Platz - 1980 bis 2007 – nicht qualifiziert - 2009 – 11. Platz seit 2011 – nicht qualifiziert |